# Josep Maria Prat
Para el deportista homónimo, véase Josep Maria Prat Viciano.
Josep Maria Prat i Puig, (Barcelona, 19 de enero de 1956) es un empresario, promotor cultural y mánager de artistas catalán. Es cofundador y presidente de Ibercamera, la temporada de conciertos de música clásica más veterana de Barcelona, y de GrupCamera.

## Biografía
Nacido en Barcelona, estudió en su juventud en el Instituto Técnico Eulalia de esta capital.
Empezó su carrera profesional colaborando en la organización de eventos y conciertos con el promotor cultural y empresario barcelonés Oriol Regàs. Regàs le nombró en 1977, con solo 21 años, gerente del ahora desaparecido Centre d'Estudis Musicals de Barcelona, sito en Vallvidrera. Este centro se concibió como una nueva escuela privada de música clásica y jazz que, bajo las órdenes de su director general Manel Capdevila, llegaría a contar con centenares de alumnos y un claustro de unos ochenta profesores, entre los que figuraban artistas de la importancia de Alberto Lysy como profesor de violín, Lluís Claret de violonchelo y Jean Pierre Rampal, de flauta, entre otros. 
El primer concierto que organizó Prat en solitario tuvo lugar en Palacio de los Deportes de Barcelona en 1979, presentando a John McLaughlin y Paco de Lucía.
En 1980, entendiendo que no tenía sentido competir con Regàs en la organización de conciertos de Nova Cançó catalana, ni con Gay Mercader en la promoción de conciertos de rock y jazz, decidió enfocar su actividad en la música clásica creando, junto a sus hermanos, GrupCamera, un grupo de empresas de servicios musicales, promotora de conciertos y agencia de representación artística.

## Ibercamera
En 1985, nace Ibercamera, la temporada de conciertos de música clásica más longeva de Barcelona, que daba continuidad a la labor iniciada a las temporadas Da Camera y Promúsica. Ibercamera celebra sus conciertos en el Palacio de la Música de Barcelona y el Auditorio de Barcelona.
En 2008 se puso en marcha la temporada de Ibercamera Girona, en el Auditorio Palacio de Congresos de Girona.
Adicionalmente, Ibercamera produce o coproduce conciertos en Vitoria, Alicante y Bilbao, entre otras ciudades españolas. y Grupcamera organiza cientos de conciertos cada año en todo el mundo para distintas entidades.

## La Filarmónica
En 2012 Prat amplió del alcance de las operaciones del grupo al promover una nueva temporada de abono de música clásica en Madrid: "La Filarmónica". La temporada inaugural se presentó el 21 de noviembre con un concierto de la Orquesta Sinfónica de la WDR de Colonia dirigida por su titular Jukka-Pekka Saraste. Se trató de una decisión arriesgada pero que el tiempo ha demostrado como acertada, porque después de los años "La Filarmónica" se ha consolidado ya como una de las propuestas de referencia en Madrid, completando su ya variada oferta musical y en concreto la de un Auditorio Nacional de Música que ya contaba entonces con la programación de dos grandes entidades públicas como la Orquesta y Coro Nacionales de España y el Centro Nacional de Difusión Musical, así como otras promotoras privadas como Ibermúsica, Juventudes Musicales, el Ciclo Grandes Intérpretes, la Fundación Excelentia, entre otras.

## Agencia Camera
Josep María Prat ha cuidado y disfrutado relaciones muy cercanas con los artistas con los que ha colaborado, ya sea como promotor o como agente, fruto de mismas fundó en 1980 Agencia Camera, compañía que representa artistas de la categoría de Pinchas Zukerman, Martha Argerich, Yuri Bashmet, Valeri Guérguiev, Natalia Gutman, Fumiaki Miura, Varvara Nepomnyaschaya, Maria Joao Pires y un largo etcétera, lo que le ha permitido disfrutar de una estrecha relación con artistas, como por ejemplo, Victoria de los Ángeles, Camarón de la Isla y Sviatoslav Richter, para el que organizó su última gira por España durante la que actuó en lugares tan poco frecuentes para un artista de tan gran talla como Soria, Cadaqués, Albacete, Reus, etc., evitando las grandes capitales.